# Йовал, Раймонд
Раймонд Йовал (нидерл. Raymond Joval; род. 15 сентября 1968, Гаага) — голландский боксёр, представитель средней весовой категории. Выступал за сборную Нидерландов по боксу в начале 1990-х годов, бронзовый призёр чемпионата мира, чемпион голландского национального первенства, участник летних Олимпийских игр в Барселоне. В период 1994—2008 годов боксировал на профессиональном уровне, владел титулом чемпиона мира по версии Международной боксёрской организации (IBO).

## Биография
Раймонд Йовал родился 15 сентября 1968 года в Гааге, Нидерланды. Имеет ямайские и южноафриканские корни.
Проходил подготовку в Амстердаме в боксёрском зале ABOV.

### Любительская карьера
Впервые заявил о себе в боксе в сезоне 1990 года, став серебряным призёром чемпионата Голландии в зачёте средней весовой категории. Год спустя был уже лучшим, вошёл в состав голландской национальной сборной, принял участие в матчевой встрече со сборной Польши.
В 1992 году одержал победу на Кубке Копенгагена в Дании и благодаря этой победе удостоился права защищать честь страны на летних Олимпийских играх в Барселоне. На Играх, выступая в категории до 75 кг, благополучно прошёл первого соперника по турнирной сетке, тогда как во втором бою со счётом 14:22 потерпел поражение от алжирца Ахмеда Дине.
После барселонской Олимпиады Йовал ещё в течение некоторого времени оставался в боксёрской команде Нидерландов и продолжал принимать участие в крупнейших международных турнирах. Так, в 1993 году он выступил на чемпионате Европы в Бурсе и чемпионате мира в Тампере, откуда привёз награду бронзового достоинства, выигранную в среднем весе — на стадии полуфиналов был остановлен титулованным кубинцем Ариэлем Эрнандесом.

### Профессиональная карьера
В 1994 году Йовал переехал в США и начал карьеру профессионального боксёра, одержав в течение года более десяти побед. Затем вернулся в Европу и в декабре 1995 года завоевал титул чемпиона Бенилюкс в средней весовой категории, который защитил один раз. В ноябре 1996 года потерпел первое в профессиональной карьере поражение, на вечере бокса во Франции уступил по очкам местному боксёру Эрлану Бетаре (20-6-2).
Несмотря на проигрыш, Йовал продолжил активно выходить на ринг и в сентябре 1998 года стал обладателем титула интерконтинентального чемпиона по версии Международной боксёрской организации (IBO).
В июне 1999 года стал чемпионом мира Всемирного боксёрского союза (WBU), но при первой же защите лишился этого титула.
В 2000 году завоевал титул чемпиона мира IBO, владел им четыре года, сумев защитить четыре раза. Был лишён чемпионского пояса в 2004 году после проигрыша в одном из рейтинговых поединков.
В марте 2005 года на ринге в США встретился с достаточно сильным американским боксёром Фернандо Варгасом (24-2) — противостояние между ними продлилось все отведённые 12 раундов, в итоге судьи единогласным решением отдали победу Варгасу.
В июне 2006 года Йовал вернул себе титул чемпиона мира IBO в среднем весе, затем успешно защитил пояс чемпиона, выиграв техническим нокаутом у австралийца Шеннана Тейлора (42-3-2).
Последний раз боксировал на профессиональном уровне в июле 2008 года, уступив по очкам американцу Джеймсу Макгирту (18-1). В общей сложности провёл на профи-ринге 42 боя, из них 37 выиграл (в том числе 16 досрочно) и 5 проиграл.
Впоследствии занимался тренерской деятельностью, участвовал в подготовке многих голландских боксёров-профессионалов.